# 张金英
张金英（1965年1月—），女，汉族，天津人，中华人民共和国政治人物，现任中国民主促进会中央委员会常务委员、天津市委员会主任委员，天津市政协副主席，第十三届全国政协委员。